# Felix Glücklederer
Felix Glücklederer (* 7. August 1989 in Genthin) ist ein deutscher Volleyball- und Beachvolleyballspieler.

## Karriere Halle
Glücklederer spielte in seiner Jugend Volleyball in seiner Heimat beim Genthiner VV. 2010 wechselte er zum USC Magdeburg, mit dem er 2015 in die zweite Bundesliga aufstieg. 2016/17 wurde der Diagonalspieler mit dem Ligakonkurrenten Chemie Volley Mitteldeutschland Meister der 2. Bundesliga Nord. 2018/19 spielte Glücklederer bei der WSG Magdeburg-Reform, mit der er in die Regionalliga aufstieg.

## Karriere Beach
Glücklederer begann 2012 mit Beachvolleyball an der Seite seines Magdeburger Mannschaftskollegen Gunnar Griep. 2016 und 2017 war der Hallennationalspieler Philipp Collin sein Partner. Mit Niklas Rudolf spielte Glücklederer 2018 auf der nationalen Techniker Beach Tour und qualifizierte sich erstmals für die deutsche Meisterschaft in Timmendorfer Strand. Von 2019 bis 2020 spielt er zusammen mit Jannik Kühlborn auf der Techniker Beach Tour.
Im Jahr 2021 will Glücklederer aus beruflichen Gründen etwas kürzertreten und Kühlborn verkündete, fortan mit Eric Stadie zu spielen.